# Beren
Beren (Ursidae) vormen een familie van roofdieren (Carnivora). Beren maken deel uit van de Caniformia, waartoe onder andere ook de hondachtigen worden gerekend. De familie telt acht moderne soorten, verdeeld over vijf geslachten. De meeste beren zijn groot en log van gestalte, hebben stevige, korte ledematen en een kleine staart. Het lichaam is bedekt met een dikke vacht en de kop heeft een relatief lange snuit en kleine, afgeronde oren. 
Beren komen wereldwijd voor, en hebben zich aangepast aan uiteenlopende habitats. De meeste populaties bevinden zich in Noord- en Zuid-Amerika, Azië en Europa. Beren hebben zich in de loop van de evolutie ontwikkeld tot grote landroofdieren: de kodiakbeer en de ijsbeer zijn de grootste landroofdieren op aarde. Beren leiden meestal een solitair bestaan. Sommige soorten bewonen grotten of andere holen, en verblijven hier meestal voor een lange winterrust, die wel honderd dagen kan duren.
Beren zijn zoolgangers. Ondanks hun logge voorkomen kunnen beren voor een korte periode hoge snelheden bereiken, goed klimmen en zwemmen. De meeste soorten zijn omnivoor, met een voorkeur voor plantaardig voedsel. Uitzonderingen zijn de vegetarische reuzenpanda, die uitsluitend bamboe eet, en de carnivore ijsbeer, die zich vooral voedt met zeehonden en vis.
Al sinds de prehistorie jaagt de mens op beren voor hun vlees en pels. Door hun krachtige fysieke uiterlijk spelen ze een prominente rol in kunst, mythologie, heraldiek en andere culturele uitingen. Beren zijn onder druk komen te staan door aantasting van hun leefgebieden en illegale handel. Veel soorten worden beschouwd als kwetsbaar of bedreigd. Jacht en internationale handel van deze meest bedreigde populaties is in de meeste delen van de wereld verboden.

## Cladogram
Onderstaand cladogram toont de verwantschap tussen de diverse nog levende soorten beren op grond van onderzoek aan mitochondriaal DNA zoals gepubliceerd in 2007. De reuzenpanda en de brilbeer zijn de oudste soorten. De relaties tussen de andere soorten zijn niet zo eenduidig, wel blijkt de nauwe verwantschap tussen de bruine beer en de ijsbeer uit dit onderzoek.
|  | bruine beer |
|  |             |
|  | ijsbeer     |
|  |             |

|  | \| \| Aziatische zwarte beer \| \| \| \| \| \| Amerikaanse zwarte beer \| \| \| \| |
|  |                                                                                    |
|  | Maleise beer                                                                       |
|  |                                                                                    |
|  | Aziatische zwarte beer                                                             |
|  |                                                                                    |
|  | Amerikaanse zwarte beer                                                            |
|  |                                                                                    |

|  | Aziatische zwarte beer  |
|  |                         |
|  | Amerikaanse zwarte beer |
|  |                         |

|  | bruine beer |
|  |             |
|  | ijsbeer     |
|  |             |

|  | \| \| Aziatische zwarte beer \| \| \| \| \| \| Amerikaanse zwarte beer \| \| \| \| |
|  |                                                                                    |
|  | Maleise beer                                                                       |
|  |                                                                                    |
|  | Aziatische zwarte beer                                                             |
|  |                                                                                    |
|  | Amerikaanse zwarte beer                                                            |
|  |                                                                                    |

|  | Aziatische zwarte beer  |
|  |                         |
|  | Amerikaanse zwarte beer |
|  |                         |

|  | bruine beer |
|  |             |
|  | ijsbeer     |
|  |             |

|  | \| \| Aziatische zwarte beer \| \| \| \| \| \| Amerikaanse zwarte beer \| \| \| \| |
|  |                                                                                    |
|  | Maleise beer                                                                       |
|  |                                                                                    |
|  | Aziatische zwarte beer                                                             |
|  |                                                                                    |
|  | Amerikaanse zwarte beer                                                            |
|  |                                                                                    |

|  | Aziatische zwarte beer  |
|  |                         |
|  | Amerikaanse zwarte beer |
|  |                         |

|  | bruine beer |
|  |             |
|  | ijsbeer     |
|  |             |

|  | \| \| Aziatische zwarte beer \| \| \| \| \| \| Amerikaanse zwarte beer \| \| \| \| |
|  |                                                                                    |
|  | Maleise beer                                                                       |
|  |                                                                                    |
|  | Aziatische zwarte beer                                                             |
|  |                                                                                    |
|  | Amerikaanse zwarte beer                                                            |
|  |                                                                                    |

|  | Aziatische zwarte beer  |
|  |                         |
|  | Amerikaanse zwarte beer |
|  |                         |

|  | bruine beer |
|  |             |
|  | ijsbeer     |
|  |             |

|  | \| \| Aziatische zwarte beer \| \| \| \| \| \| Amerikaanse zwarte beer \| \| \| \| |
|  |                                                                                    |
|  | Maleise beer                                                                       |
|  |                                                                                    |
|  | Aziatische zwarte beer                                                             |
|  |                                                                                    |
|  | Amerikaanse zwarte beer                                                            |
|  |                                                                                    |

|  | Aziatische zwarte beer  |
|  |                         |
|  | Amerikaanse zwarte beer |
|  |                         |

|  | bruine beer |
|  |             |
|  | ijsbeer     |
|  |             |

|  | \| \| Aziatische zwarte beer \| \| \| \| \| \| Amerikaanse zwarte beer \| \| \| \| |
|  |                                                                                    |
|  | Maleise beer                                                                       |
|  |                                                                                    |
|  | Aziatische zwarte beer                                                             |
|  |                                                                                    |
|  | Amerikaanse zwarte beer                                                            |
|  |                                                                                    |

|  | Aziatische zwarte beer  |
|  |                         |
|  | Amerikaanse zwarte beer |
|  |                         |

|  | bruine beer |
|  |             |
|  | ijsbeer     |
|  |             |

|  | \| \| Aziatische zwarte beer \| \| \| \| \| \| Amerikaanse zwarte beer \| \| \| \| |
|  |                                                                                    |
|  | Maleise beer                                                                       |
|  |                                                                                    |
|  | Aziatische zwarte beer                                                             |
|  |                                                                                    |
|  | Amerikaanse zwarte beer                                                            |
|  |                                                                                    |

|  | Aziatische zwarte beer  |
|  |                         |
|  | Amerikaanse zwarte beer |
|  |                         |

|  | bruine beer |
|  |             |
|  | ijsbeer     |
|  |             |

|  | \| \| Aziatische zwarte beer \| \| \| \| \| \| Amerikaanse zwarte beer \| \| \| \| |
|  |                                                                                    |
|  | Maleise beer                                                                       |
|  |                                                                                    |
|  | Aziatische zwarte beer                                                             |
|  |                                                                                    |
|  | Amerikaanse zwarte beer                                                            |
|  |                                                                                    |

|  | Aziatische zwarte beer  |
|  |                         |
|  | Amerikaanse zwarte beer |
|  |                         |

|  | bruine beer |
|  |             |
|  | ijsbeer     |
|  |             |

|  | \| \| Aziatische zwarte beer \| \| \| \| \| \| Amerikaanse zwarte beer \| \| \| \| |
|  |                                                                                    |
|  | Maleise beer                                                                       |
|  |                                                                                    |
|  | Aziatische zwarte beer                                                             |
|  |                                                                                    |
|  | Amerikaanse zwarte beer                                                            |
|  |                                                                                    |

|  | Aziatische zwarte beer  |
|  |                         |
|  | Amerikaanse zwarte beer |
|  |                         |

|  | bruine beer |
|  |             |
|  | ijsbeer     |
|  |             |

|  | \| \| Aziatische zwarte beer \| \| \| \| \| \| Amerikaanse zwarte beer \| \| \| \| |
|  |                                                                                    |
|  | Maleise beer                                                                       |
|  |                                                                                    |
|  | Aziatische zwarte beer                                                             |
|  |                                                                                    |
|  | Amerikaanse zwarte beer                                                            |
|  |                                                                                    |

|  | Aziatische zwarte beer  |
|  |                         |
|  | Amerikaanse zwarte beer |
|  |                         |

|  | bruine beer |
|  |             |
|  | ijsbeer     |
|  |             |

|  | \| \| Aziatische zwarte beer \| \| \| \| \| \| Amerikaanse zwarte beer \| \| \| \| |
|  |                                                                                    |
|  | Maleise beer                                                                       |
|  |                                                                                    |
|  | Aziatische zwarte beer                                                             |
|  |                                                                                    |
|  | Amerikaanse zwarte beer                                                            |
|  |                                                                                    |

|  | Aziatische zwarte beer  |
|  |                         |
|  | Amerikaanse zwarte beer |
|  |                         |

|  | bruine beer |
|  |             |
|  | ijsbeer     |
|  |             |

|  | \| \| Aziatische zwarte beer \| \| \| \| \| \| Amerikaanse zwarte beer \| \| \| \| |
|  |                                                                                    |
|  | Maleise beer                                                                       |
|  |                                                                                    |
|  | Aziatische zwarte beer                                                             |
|  |                                                                                    |
|  | Amerikaanse zwarte beer                                                            |
|  |                                                                                    |

|  | Aziatische zwarte beer  |
|  |                         |
|  | Amerikaanse zwarte beer |
|  |                         |

|  | bruine beer |
|  |             |
|  | ijsbeer     |
|  |             |

|  | \| \| Aziatische zwarte beer \| \| \| \| \| \| Amerikaanse zwarte beer \| \| \| \| |
|  |                                                                                    |
|  | Maleise beer                                                                       |
|  |                                                                                    |
|  | Aziatische zwarte beer                                                             |
|  |                                                                                    |
|  | Amerikaanse zwarte beer                                                            |
|  |                                                                                    |

|  | Aziatische zwarte beer  |
|  |                         |
|  | Amerikaanse zwarte beer |
|  |                         |

|  | bruine beer |
|  |             |
|  | ijsbeer     |
|  |             |

|  | \| \| Aziatische zwarte beer \| \| \| \| \| \| Amerikaanse zwarte beer \| \| \| \| |
|  |                                                                                    |
|  | Maleise beer                                                                       |
|  |                                                                                    |
|  | Aziatische zwarte beer                                                             |
|  |                                                                                    |
|  | Amerikaanse zwarte beer                                                            |
|  |                                                                                    |

|  | Aziatische zwarte beer  |
|  |                         |
|  | Amerikaanse zwarte beer |
|  |                         |

|  | bruine beer |
|  |             |
|  | ijsbeer     |
|  |             |

|  | \| \| Aziatische zwarte beer \| \| \| \| \| \| Amerikaanse zwarte beer \| \| \| \| |
|  |                                                                                    |
|  | Maleise beer                                                                       |
|  |                                                                                    |
|  | Aziatische zwarte beer                                                             |
|  |                                                                                    |
|  | Amerikaanse zwarte beer                                                            |
|  |                                                                                    |

|  | Aziatische zwarte beer  |
|  |                         |
|  | Amerikaanse zwarte beer |
|  |                         |

|  | bruine beer |
|  |             |
|  | ijsbeer     |
|  |             |

|  | \| \| Aziatische zwarte beer \| \| \| \| \| \| Amerikaanse zwarte beer \| \| \| \| |
|  |                                                                                    |
|  | Maleise beer                                                                       |
|  |                                                                                    |
|  | Aziatische zwarte beer                                                             |
|  |                                                                                    |
|  | Amerikaanse zwarte beer                                                            |
|  |                                                                                    |

|  | Aziatische zwarte beer  |
|  |                         |
|  | Amerikaanse zwarte beer |
|  |                         |

## Taxonomie
De familie omvat onder andere de volgende geslachten en soorten.
- Familie: Ursidae (Beren) (8 soorten)
  - Onderfamilie: Ailuropodinae (1 soort)
    - Geslacht: Ailurarctos †
    -  Geslacht: Ailuropoda (Panda's) (1 soort)
      - Soort: Ailuropoda baconi †
      - Soort: Ailuropoda fovealis †
      - Soort: Ailuropoda melanoleuca (Reuzenpanda)
      - Soort: Ailuropoda microta (Dwergreuzenpanda) †
      -  Soort: Ailuropoda wulingshanensis †

  - Onderfamilie: Tremarctinae (1 soort)
    - Geslacht: Arctodus †
      - Soort: Arctodus pristinus †
      -  Soort: Arctodus simus (Kortsnuitbeer) †

    - Geslacht: Arctotherium †
    - Geslacht: Plionarctos †
    -  Geslacht: Tremarctos (Brilberen) (1 soort)
      - Soort: Tremarctos floridanus †
      -  Soort: Tremarctos ornatus (Brilbeer)

  -  Onderfamilie: Ursinae (6 soorten)
    - Geslacht: Agriotherium †
    - Geslacht: Helarctos (1 soort)
      -  Soort: Helarctos malayanus (Maleise beer) of Honingbeer of Zonnebeer

    - Geslacht: Indarctos †
    - Geslacht: Melursus (1 soort)
      -  Soort: Melursus ursinus (Lippenbeer) of Bahloe

    - Geslacht: Ursavus †
    -  Geslacht: Ursus (4 soorten)
      - Soort: Ursus americanus (Amerikaanse zwarte beer) (16 ondersoorten)
      - Soort: Ursus arctos (Bruine beer) (14 ondersoorten; bij sommige auteurs 19 ondersoorten)
        - Ondersoort: Ursus arctos arctos (Europese bruine beer)
        - Ondersoort: Ursus arctos crowtheri (Atlasbeer) †
        - Ondersoort: Ursus arctos horribilis, (Grizzlybeer)

      - Soort: Ursus deningeri (Deningers beer) † [2]
      - Soort: Ursus etruscus (Etruskische beer) † [3]
      - Soort: Ursus maritimus (IJsbeer)
      - Soort: Ursus minimus (Auvergnebeer) †
      - Soort: Ursus spelaeus (Holenbeer) †
      -  Soort: Ursus thibetanus (Aziatische zwarte beer) of Kraagbeer (7 ondersoorten)

### Kruisingen
Een kruising tussen de nauw verwante soorten Bruine beer en Ijsbeer is niet zeldzaam. De kruising, IJsgrizzly geheten, is in het wild aangetroffen, maar ook in gevangenschap (in de dierentuin van Osnabrück (Duitsland)).

## Afbeeldingen

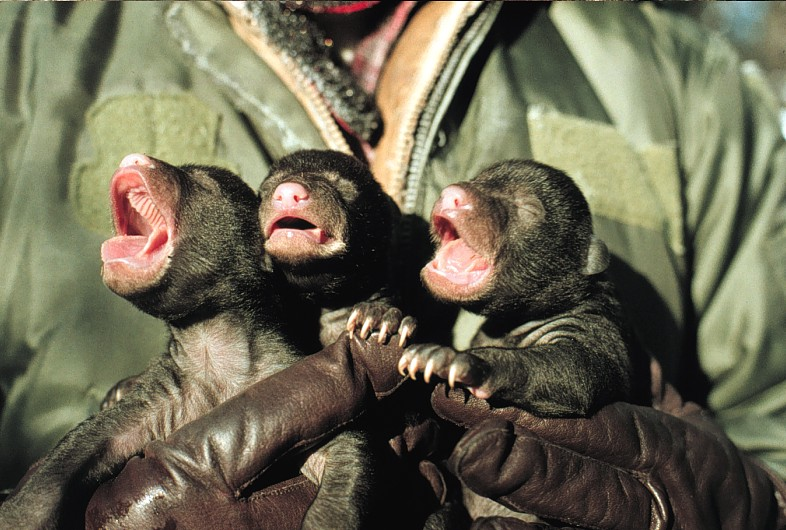
Pasgeboren jongen van de Amerikaanse zwarte beer (Ursus americanus) worden onderzocht
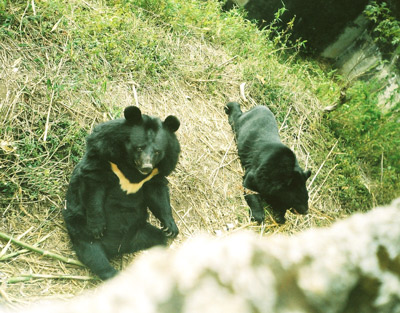
Aziatische zwarte beer (Ursus thibetanus)
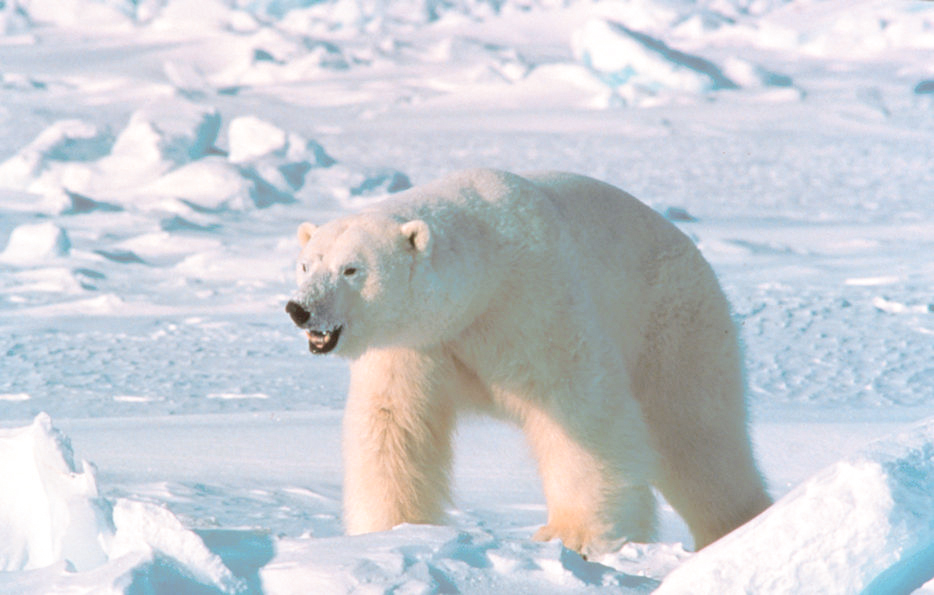
IJsbeer (Ursus maritimus)
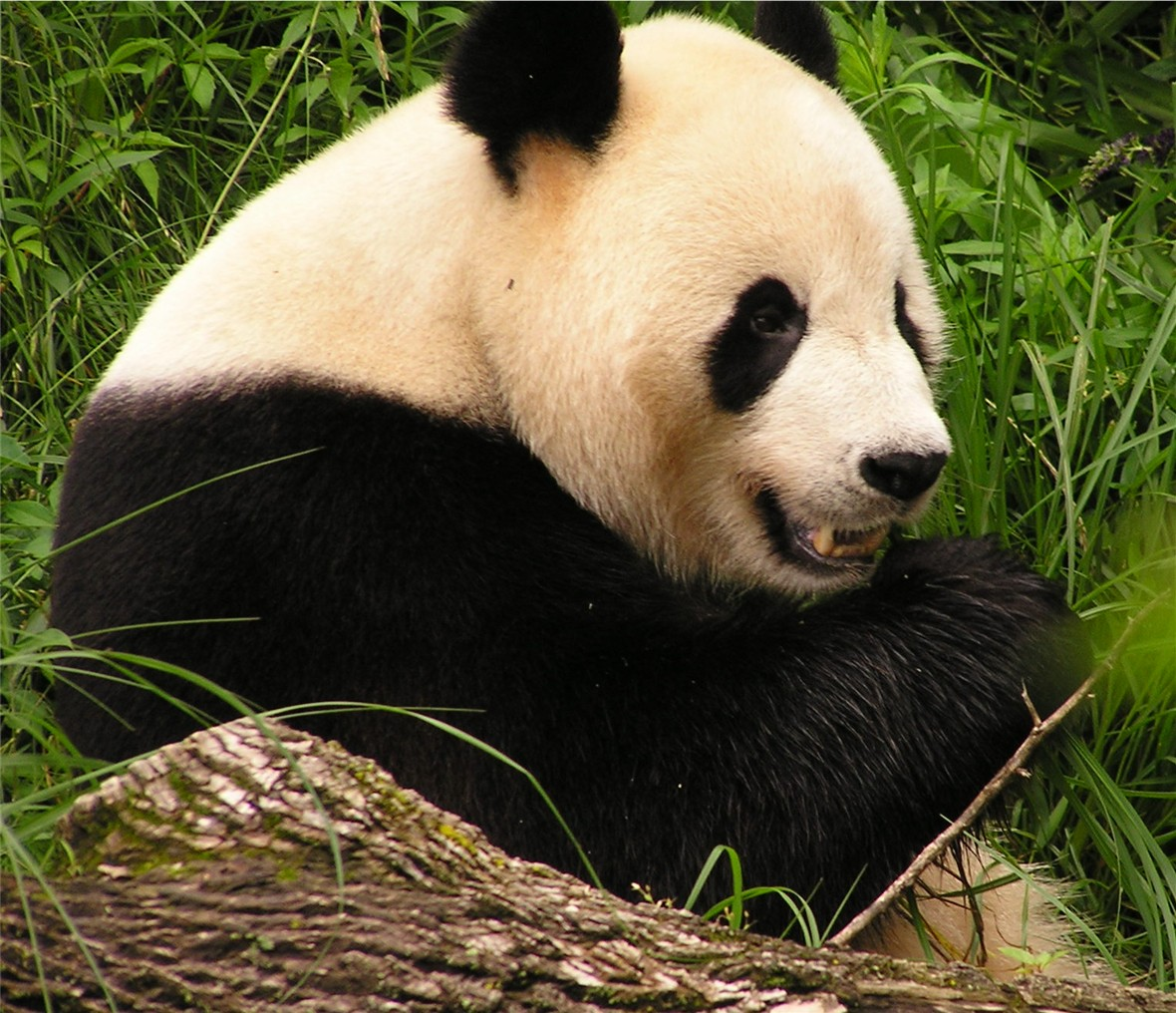
Reuzenpanda (Ailuropoda melanoleuca)
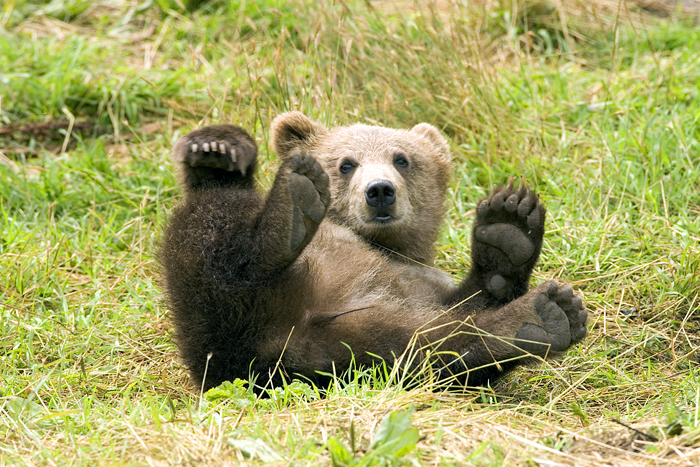
Spelende bruine beer (Ursus arctos)
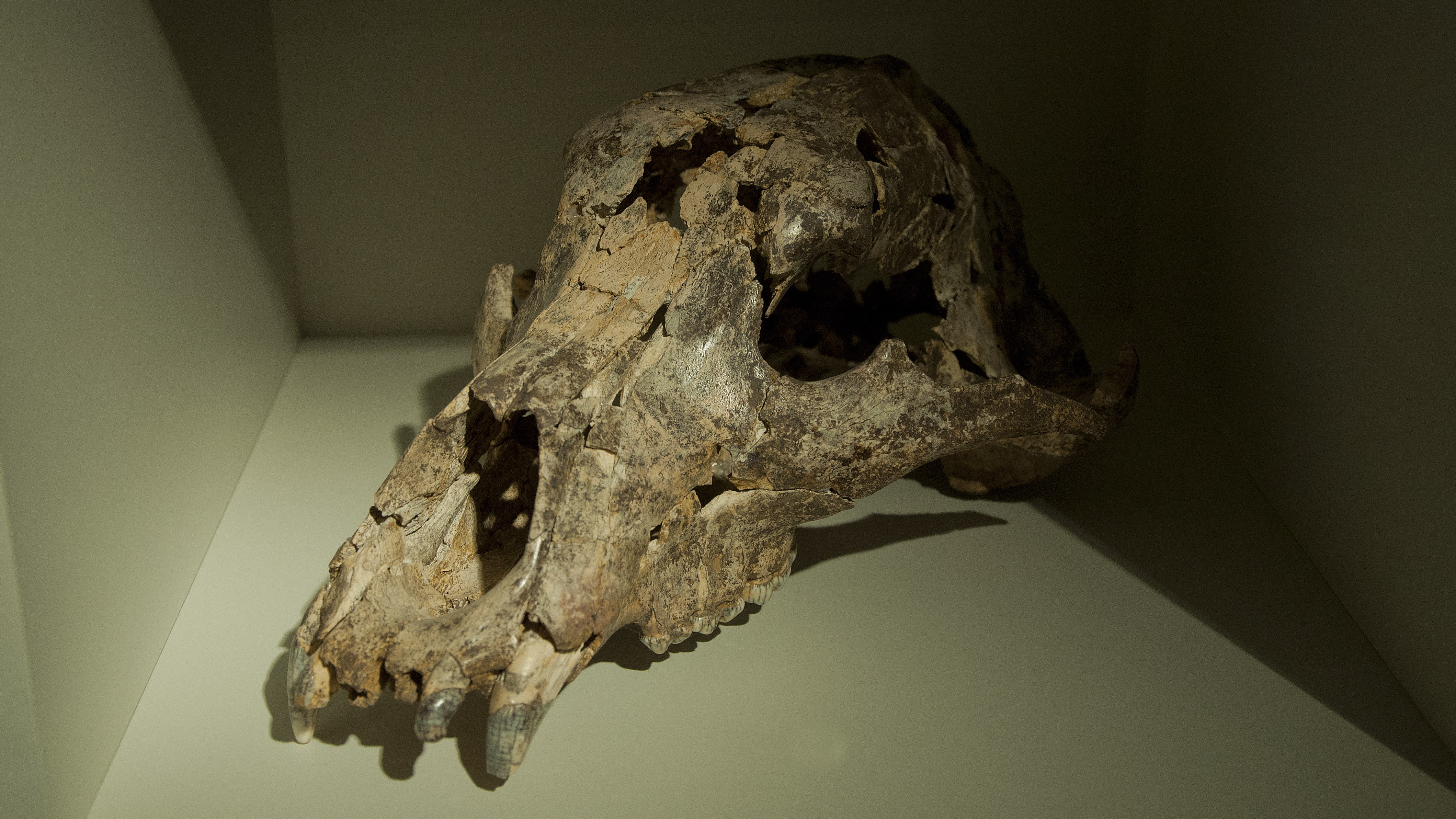
Schedel van een Ursus deningeri, gevonden in Belle-Roche te Sprimont

## Cultuurhistorische betekenis
Beren hebben een grote rol gespeeld in de heraldiek. Het moedige en krachtige dier leent zich als symbool van kracht en moed en het is gebruikt als figuur op een sprekend wapen van de talloze plaatsen en personen die "beer" als lettergreep of deel van hun naam hebben gekregen. Voorbeelden hiervan zijn Bern en Berlijn.
Wolf-Dieter Storl heeft onderzoek gedaan naar de symboliek van de beer.
Pasgeboren beertjes zijn zeer klein (tot 700 gram), onbehaard en hulpeloos. In de oudheid schreef Aristoteles dat de moeder de vormloze jongen "in vorm likte". Daaraan danken we de uitdrukking "een ongelikte beer".

### Andere betekenissen en gebruik
Een gespierde man wordt wel eens een sterke beer genoemd.
In 2024 werd een beer gebruikt in het gedachte-experiment Man of beer.